# Crawfordapis crawfordi
Crawfordapis crawfordi är en biart som först beskrevs av Cockerell 1919.  Crawfordapis crawfordi ingår i släktet Crawfordapis och familjen korttungebin. Inga underarter finns listade i Catalogue of Life.